# Paco Mañosa
Francisco Santiago Mañosa Bernaldo de Quirós, más conocido como Paco Mañosa (Barcelona, 2 de mayo de 1929-Montevideo, 20 de octubre de 2003), fue un pianista y compositor de jazz uruguayo. Creció bajo los estímulos de un hogar donde la pintura y la música ocupaban un lugar preponderante. Canalizó sus estudios iniciales de piano hacia el jazz, música que lo cautivaría definitivamente.

## Trayectoria
A los 17 años formó parte del conjunto universitario El lirio Campestre, considerado el primer conjunto de bebop catalán, y que a partir de 1950 tendría su continuación en el Cuartet be-bop con varios de los integrantes de "El lirio..." y Tete Montoliu al piano.
En 1949, llamado a colaborar con los negocios de su padre, y tras varios viajes entre Barcelona, Sao Paulo y Buenos Aires, se estableció en Montevideo, donde rápidamente comenzaría a desarrollar también sus actividades musicales.
En 1950, junto a su hermano José y un grupo de jazzistas uruguayos bajo el lema "Cuando el jazz es bueno no importa si es antiguo o moderno", funda el Hot Club de Montevideo.
La labor desarrollada desde el Hot Club prontamente daría abundantes frutos: programas radiales, conciertos, conferencias, publicaciones, que lograron atraer el interés del público uruguayo sobre un género musical hasta ese entonces poco conocido en el país. 
Invitado por músicos de otras ciudades latinoamericanas, las actuaciones de Paco se hicieron frecuentes en Santiago de Chile, Viña del Mar, Mar del Plata, pero sobre todo en Buenos Aires.
En 1960, participó activamente en el Primer salón de Jazz Uruguayo en el Centro de Artes y letras del diario El País. 
Coincidiendo con el variable interés del público en el jazz, la actividad de Paco Mañosa sufrió diversos altibajos en las décadas de 1960 y 1970, volviendo a ser intensa en la de 1980.
En 1985 fue invitado a participar del Festival de Jazz de Las Palmas, actuación que iniciaría un período de cinco años de residencia en España. Paradójicamente ese fue el único período de su vida en el que pudo dedicarse íntegramente a la música actuando y componiendo con intensidad.
A su regreso a Montevideo a finales de 1989, prosiguió con sus actuaciones en el marco del Hot Club, colaborando periódicamente como comentarista de jazz, en el Suplemento Cultural del diario El País que dirigía Homero Alsina Thevenet.
Dentro de las influencias recibidas por Mañosa se encuentran sin duda la inicial de Bud Powell, Bill Evans, Horace Silver y en el último período de su carrera Mulgrew Miller.
Vencido por el cáncer, enfermedad contra la que luchó con entereza, murió en Montevideo el 20 de octubre de 2003.

## Discografía
No son muchas las grabaciones profesionales de Paco, casi todas formando parte de agrupaciones del Hot Club, como director, arreglador y pianista. 
Una selección es la contenida en Pa' comenzar (editado por Perro Andaluz en casete en el año 1994).
Entró a los estudios por última vez en 1998, para la grabación del CD Jazz Book, Thats is how a feel about jazz, producido por él mismo.
Fue muy destacable su continua actividad docente desarrollada desde el Hot Club, la que formaría a decenas de jazzistas uruguayos.